# Całościowe nauczanie
Całościowe nauczanie (nauczanie łączone) – koncepcja dydaktyczna powstała w 1. poł. XX w. w Niemczech.
Pojęcie wprowadził Berthold Otto, niemiecki pedagog, pionier i główny przedstawiciel tego rodzaju nauczania w Niemczech.
Ideą całościowego nauczania jest wykorzystanie w procesie kształcenia treści i metod w sposób całościowy, adekwatnie do naturalnego rozwoju dziecka, jego zdolności, umiejętności, doświadczeń i zainteresowań. Całościowe nauczanie nie wprowadza podziału na poszczególne przedmioty szkolne, wprowadza nauczanie tematyczne skoncentrowane na określonych tematach. Tematy te dotyczą zjawisk pojawiających się w bezpośrednim otoczeniu dziecka – świata przyrody i życia społecznego oraz zagadnień, sytuacji i problemów pojawiających się w jego życiu. Współczesne, zintegrowane nauczanie nawiązuje do tej koncepcji.
Najbardziej znane metody tego nauczania:
- metoda ośrodków zainteresowań Ovide Decroly’ego;
- metoda projektów Williama Hearda Kilpatricka;
- metoda ośrodków pracy Marii Grzegorzewskiej.